# Villa de Osa

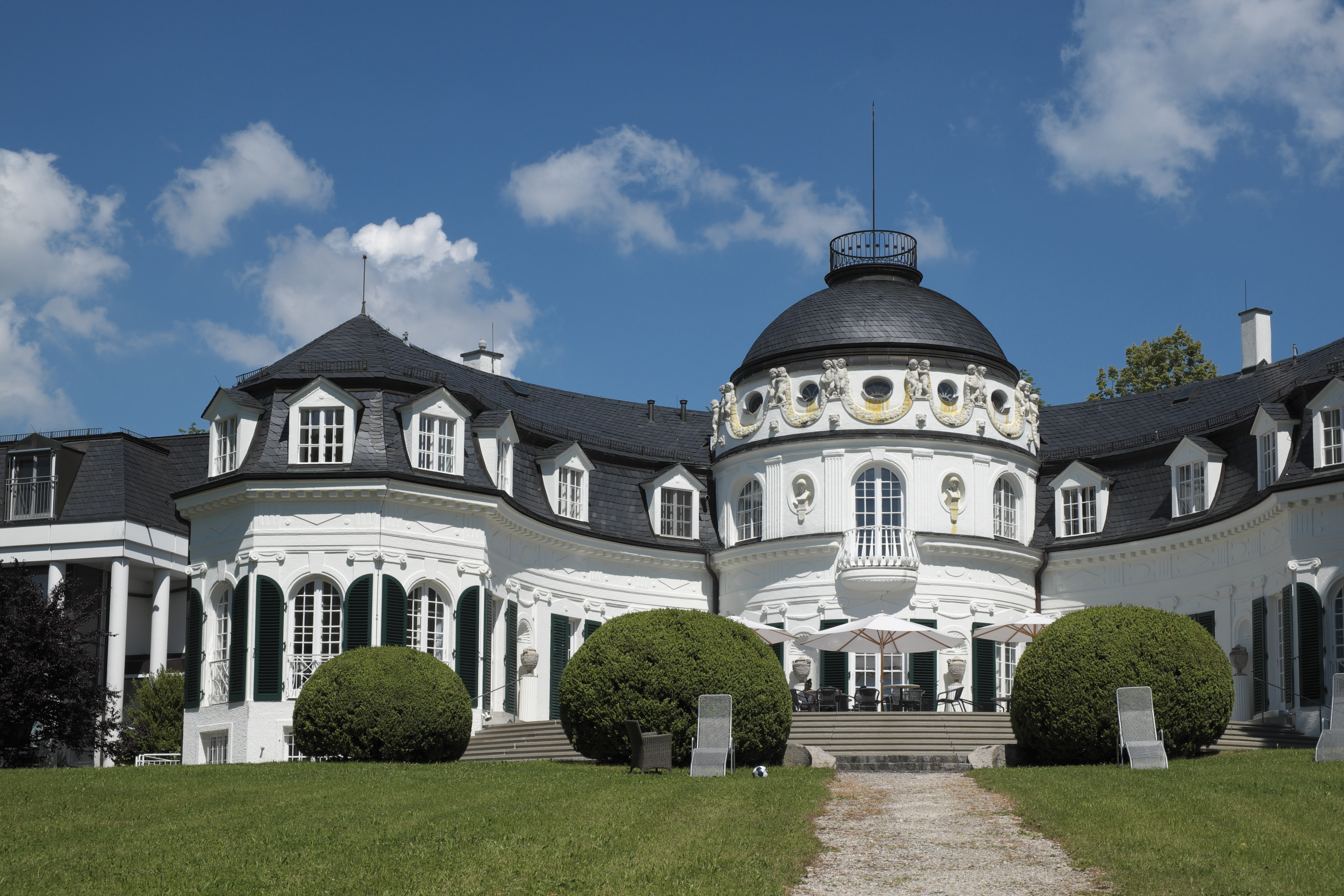
Villa de Osa in Kempfenhausen

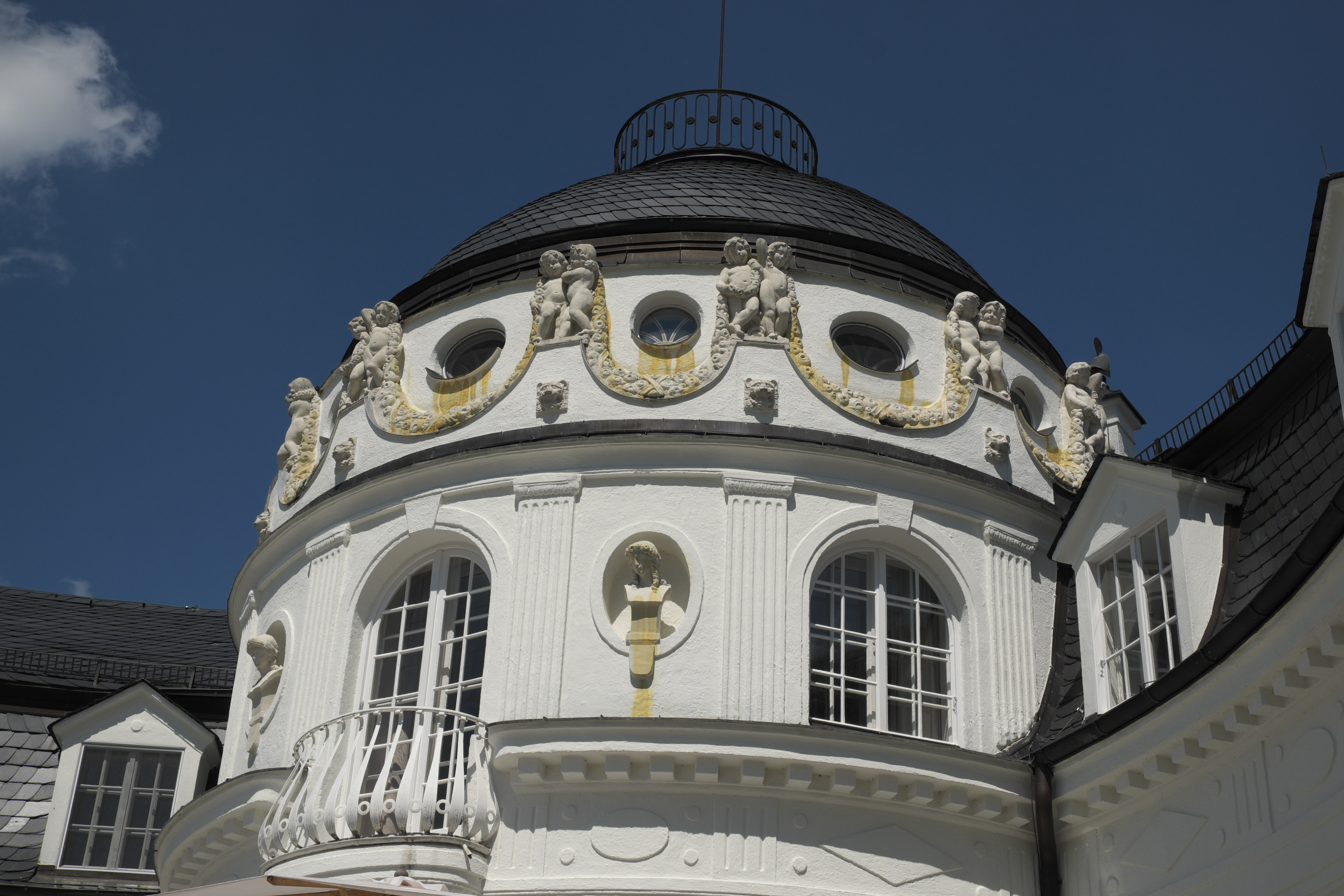
Fassadenschmuck

Die Villa de Osa in Kempfenhausen, einem Gemeindeteil von Berg im oberbayerischen Landkreis Starnberg, wurde 1909 erbaut und in den 1950er Jahren erweitert. Die ehemalige Villa an der Münchner Straße 27 ist ein geschütztes Baudenkmal.

## Beschreibung
Die Villa im Stil des Neubarock am Starnberger See wurde nach Plänen des Architekten Ernst Haiger für Augusta de Osa, die aus  Hamburg stammende Witwe des kolumbianischen Botschafters in Paris, errichtet.
Der erdgeschossige Bau mit zweigeschossigem, überkuppeltem Mittelteil, der eine gewisse Ähnlichkeit mit dem Mittelteil von Schloss Solitude in Stuttgart hat, und das diesem vorgelagerte Vestibül mit – ursprünglich offenem – ionischem Portikus sowie halbkreisförmigen Mansarddachtrakten besitzen eine reiche Fassadengestaltung. Die Terrassenanlage und der anschließende Park im Westen bieten einen Blick über den Starnberger See. Nach umfangreichen Umbauten und Erweiterungen war die Villa zuletzt in den Neubau einer Privatklinik der Klinikgruppe Schön Kliniken integriert.

## Nutzungsgeschichte
Nach dem Tod von Augusta de Osa 1944 wurde die Villa de Osa von der Wehrmacht und danach von amerikanischen Streitkräften beschlagnahmt sowie im weiteren Verlauf der Nachkriegszeit zur Unterbringung von Flüchtlingen benutzt. 1950 wurde sie vom Erben Fritz de Osa übernommen. Nachdem de Osa, seine Gattin und seine Tochter in der Villa de Osa 1951 einem Gewaltverbrechen zum Opfer fielen, wurde das Gebäude ab 1953 als Privatklinik benutzt. Diese wurde 1980 von Valentin Argirov erworben, zu einer internistischen Fachklinik ausgebaut und 2003 von den Schön Kliniken übernommen. Bis zur Schließung der Klinik 2016 wurde die Villa de Osa teilweise als öffentlich zugängliches Café genutzt. Danach war die Umwandlung des Klinikgeländes einschließlich der Villa de Osa in eine Eigentumswohnanlage vorgesehen.